# فرزنو (فیلم ۲۰۱۵)
«فرزنو» (انگلیسی: Fresno (2015 film)) یک فیلم به کارگردانی جیمی بابیت است که در سال 2015 منتشر شد.